# Agmina arator
Agmina arator là một loài Trichoptera trong họ Ecnomidae. Chúng phân bố ở miền Australasia.